# Суман Покхрел
 Сума́н Похре́л (варианты произношения фамилии: Покхаре́л, Покхре́л; непальск. सुमन पोखरेल; род. 21 сентября, 1967, Непал) — непальский поэт, переводчик и художник. Его произведения переведены на несколько языков и изданы в целом ряде стран мира.
Суман Покрел — единственный писатель, дважды удостоенный Литературной премии SAARC. Он получил эту награду в 2013 и 2015 годах. Он также является лауреатом нескольких других национальных и международных литературных премий, включая Международную литературную премию «Шалук» и премию «Вдохновляющий поэт Азии».

## Биография
Родился в городе Биратнагар, зона Коси. Начальное образование и воспитание — до достижения 5-летнего возраста — получил в правительственном приюте Бал Мандир в родном городе. В возрасте 7 лет был отправлен в родовое село Качиде недалеко от Дханкуты, где его дальнейшим воспитанием занималась бабушка и дед; последний, местный политик, имел большую библиотеку, и именно под его влиянием Похрел заинтересовался литературой, с детства изучая классические произведения на санскрите, хинди и непальском. В возрасте 12 лет он вернулся к родителям в Биратнагар, где его отец, инженер, стал его наставником в будущей профессии и одновременно поддерживал интерес сына к литературе.
Высшее образование Похрел получил на родине, в Трибхуванском университете, достигнув степеней бакалавра наук, магистра делового администрирования и бакалавра права. В феврале 1995 года поступил на гражданскую службу в качестве сержанта гражданской полиции. В 1998 году ушёл в отставку со службы и присоединился к некоммерческой организации «План», в качестве волонтёра которой отправился в удалённые горные районы Непала заниматься социальной работой в местных сёлах.

## Творчество
Суман Похрел — мультилангвальный автор, он пишет на непальском, английском, хинди и урду языках. Его поэзия, как считается, сформировалась под влиянием тягот и лишений крестьянской жизни, которые он воочию наблюдал в непальской провинции; его первое стихотворение было озаглавлено «Кхорампа» в честь одноимённой деревни в районе Бходжпур, страдающей от нищеты.
Одним из наиболее известных его произведений является поэма «Тадж-Махал и моя любовь», получившая положительную оценку от критиков. По мнению критика Дадхираджа Субеди, поэзия Похрела отражает путь человека и общества через боль к счастью и радости, а главными её мотивами являются стремление к справедливости и любовь к жизни.
Произведения Сумана Похрела переведены на бенгальский, испанский, итальянский, немецкий, персидский, русский, французский, хинди и другие языки мира.
Первое, что бросается в глаза при знакомстве с поэзией Сумана Похрела, — это точное равновесие между уважением к традициям и современным звучанием. Его стихи наполнены утончённой лирикой, страстью и почти медитативным слиянием с природой — создаётся ощущение, что мегаполисы ему не по душе.
Именно этот баланс придаёт поэту особую индивидуальность и подчеркивает его значимость — редкое качество в современной западной и даже русской поэзии. Похрел восхищается величием Тадж-Махала, но с лёгкой иронией замечает, что предпочёл бы выразить любовь возлюбленной при жизни. Он философски воспринимает заторы на дорогах, вызванные сезонными ливнями, и находит радость в играх с детьми, ценя в их глазах божественный свет.
Для него поэзия — это полное присутствие и внимание, момент, когда человек оказывается на перепутье, перед выбором: свет или тень, жизнь или смерть, уютное оцепенение или восторг перед жизнью, радость от её чудес. В этом — ощущение внутренней свободы: продолжить писать или выключить свет, почувствовать стихию, вторгающуюся в повседневность. И ещё — восхищение природой: красота гор, снега, бурных рек, тумана, и простая, искренняя жизнь в отдалённых деревнях.

## Признание
- Премия Джаендра «Выдающаяся книга года», Академия Джаендра Прасай (2010)
- Премия Парикалпана, Парикалпана Самайя, Индия (2013)
- Литературная Премия СААРК (2013)
- Литературная Премия СААРК (2015)
- Международная литературная премия имени Шалука (2023)
- Премия «Автор месяца» от Спиллвордс (март 2023 года)
- Премия "Вдохновляющий поэт Азии (2023)

## Сочинения

### Публикации

#### Стихотворения
- Шунья Мутуко Дхадканaбхитра — 2000[15]
- Дживанако Чеубаата — 2009[16][17]

#### Лирическая поэма
- Хазар Аанкaa Йи Аанкaaмa 2003[18][19]

### Переводы

#### Стихотворения
- Переводы поэзии — Анна Ахматова, Anna Świrszczyńska, Аллен Гинзберг, Дельмира Агустини, Фаиз Ахмад Фаиз, Форуг Фаррохзад, Габриэла Мистраль, Гулзар, Жак Превер, Махмуд Дарвиш, Назым Хикмет Ран, Низар Каббани, Октавио Пас, Пабло Неруда, Сильвия Плат, Иехуда Амихай.

#### Драматургия
- Перевод пьесы Уильяма Шекспира Буря на непальский.